# Cees Meeuwis
C.L.M. (Cees) Meeuwis (Breda, 14 november 1964) is een Nederlands politicus voor de Volkspartij voor Vrijheid en Democratie (VVD).
Meeuwis was van 1999 tot 2004 fractievoorzitter in de gemeenteraad van Breda. Ook was hij sinds mei 2007 lid van het hoofdbestuur van de VVD. Meeuwis was werkzaam in de telecomsector.
Op 1 september 2009 werd hij benoemd tot lid van de Tweede Kamer der Staten-Generaal als opvolger van Hans van Baalen, die bij de Europese Parlementsverkiezingen van 2009 gekozen was als parlementslid. Op 17 juni 2010 verliet hij de Tweede Kamer. Daarna werd hij wethouder in Breda tot 2014.
- Parlement.com: vhf519pbxqy7